# Gottfried von Merveldt
Gottfried von Merveldt (* im 15. Jahrhundert; † 10. August 1552) war Domherr in Münster.

## Leben

### Herkunft und Familie
Gottfried von Merveldt entstammte dem westfälischen Adelsgeschlecht von Merveldt, aus dem zahlreiche namhafte Persönlichkeiten hervorgegangen sind. Er war der Sohn des Johann von Merveldt und dessen Gemahlin Elsabe Ketteler zu Neuassen und der Bruder des Domherrn Johann von Merveldt. Ihre Mutter war die Schwester des Paderborner Dompropstes Gisbert Ketteler. Gottfrieds Schwester Petronella war mit Arnd von Raesfeld zu Hameren verheiratet, von deren Söhnen Gottfried Domdechant und bedeutender Geistlicher war, Bernhard von Raesfeld Fürstbischof von Münster und Bitter von Raesfeld Domherr zu Münster.

### Wirken
Im Jahre 1512 wurde Gottfried zum Domkapitel zugelassen, nachdem der Papst am 2. Dezember 1512 befohlen hatte, ihm das Kanonikat des verstorbenen Domherrn Bernhard von Merveldt zu übertragen. Dieses hatte Johannes Ingenwinkel am 20. November 1510 erhalten, der jedoch kurze Zeit darauf verzichtete und hierfür von Gottfried am 22. April 1515 eine Rentenverschreibung über jährlich dreißig Goldgulden erhielt.
Am 2. Oktober 1514 wurde er Domherr in Münster. Nach dem Tode des Domherrn Hermann von Düngelen erhielt er am 6. August 1540 die bischöfliche Zusage auf das Archidiakonat Warendorf. Er war auch Besitzer der Obedienz Sommersell. Seine einstimmige Wahl zum Propst des Alten Doms zu Münster fiel auf den 21. Januar 1548.

### Sonstiges
Im Jahre 1534 soll Gottfried Margaretha zum Rodde geheiratet haben, mit deren Mutter er während der Belagerung Münsters durch die Täufer nach Coesfeld geflohen war. Aus der Ehe stammen mehrere Kinder, darunter der Sohn Nicolaus.